# Nemesia cecconii
Nemesia cecconii là một loài nhện trong họ Nemesiidae.
Nemesia cecconii được Kulczyński miêu tả năm 1907.